# Paddy Ambrose
Patrick (dit Paddy) Ambrose, né le 17 octobre 1928 à Clontarf un quartier de Dublin en Irlande et mort le 22 février 2002 dans la même ville, est un ancien joueur et entraîneur de football. Repéré par Jimmy Dunne alors qu’il joue en juniors dans le petit club de Clontarf, Ambrose a fait toute sa carrière dans le club des Shamrock Rovers. Il y est entré en 1948 comme joueur pour n’en partir qu’en 1973 après en avoir été l’entraîneur.
Il fait ses débuts en équipe première le 28 août 1949 lors d’un match de Dublin City Cup contre le Transport FC, un club de Bray.
Au fil des années Paddy Ambrose est devenu le plus prolifique buteur du club. Au total, Ambrose marque 109 buts en championnat pour son club. Il a été le meilleur buteur du club à quatre reprises (1953/54, 1954/55, 1955/56 et 1960/61). Lors de la saison 1954-1955, il marque 20 buts. C’est son record sur une année de championnat. 
Ambrose a remporté quatre fois le championnat d’Irlande avec les Shamrock Rovers, il a disputé six finales de Coupe d'Irlande et en a remporté 4. Il a participé à six matchs de Coupe d’Europe avec son club.
Paddy Ambrose a été sélectionné à cinq reprises en équipe de la république d'Irlande de football et y a marqué un but.

## Palmarès
- Championnat d'Irlande de football : 4
  - 1953/54, 1956/57, 1958/59, 1963/64
- Coupe d'Irlande de football : 4
  - 1955, 1956, 1962, 1964

## Sources
- The Hoops par Paul Doolan and Robert Goggins  (ISBN 0-7171-2121-6)
- (en) Stephen McGarrigle, The Complete who's who of Irish international football : 1945-1996, Edimbourg, Mainstream Publishing, octobre 1996, 237 p. (ISBN 1-85158-894-9), p. 17-18